# Дебреценская операция
Дебреценская операция — наступательная операция войск 2-го Украинского фронта в ходе Великой Отечественной войны,  проводившаяся на территории Венгрии и Румынии в период с 6 октября по 28 октября 1944 года с целью разгрома немецкой группы армий «Юг» и содействия 4-му Украинскому фронту в разгроме восточно-карпатской группировки войск противника. Основным направлением удара был выбран крупный венгерский город Дебрецен.

## Военно-стратегическая ситуация
После разгрома немецких войск под Яссами и Кишинёвом войска 2-го Украинского фронта (командующий Маршал Советского Союза Р. Я. Малиновский) в составе 40-й, 7-й гв., 27-й, 53-й, 46-й общевойсковых, 6-й гв. танковой, 5-й воздушной армий, двух конно-механизированных групп (КМГ), а также 1-й и 4-й румынских армий, продолжая наступление, в конце сентября — начале октября 1944 г. вышли своим левым крылом на территорию Югославии и румыно-венгерскую границу. Общая протяжённость их дугообразного и извилистого фронта достигала 800 км. 2-му Украинскому фронту (2УФ) противостояла группа армий «Юг» (командующий генерал-полковник Йоханнес Фриснер), имевшая в своём составе 8-ю и 6-ю немецкие, 2-ю и 3-ю венгерские армии и три дивизии группы армий «Ф». В них насчитывалось 3500 орудий и минометов, 300 танков и штурмовых орудий, поддерживаемых с воздуха 420 самолетами.
По замыслу Ставки Верховного Главнокомандования основная цель дальнейшего наступления на южном крыле советско-германского фронта заключалась в том, чтобы в первую очередь вывести из войны именно Венгрию. Решение этой задачи она возложила на 2-й Украинский фронт, войска которого возглавлял Маршал Советского Союза Р. Я. Малиновский. Во фронт входили 40-я, 7-я гвардейская, 27-я, 53-я и 46-я армии, 6-я гвардейская танковая и 5-я воздушная армии, 2 конно-механизированные группы, 18-й танковый корпус, румынские 1-я и 4-я армии, добровольческая дивизия имени Тудора Владимиреску, авиационный корпус. В составе этой группировки имелось: 40 стрелковых дивизий, 17 пехотных дивизий (румынских), 2 укрепленных района, 3 танковых, 2 механизированных и 3 кавалерийских корпуса, 750 танков и САУ, более 10 200 орудий и минометов, 1100 самолетов.
В соответствии с решением командующего войсками фронта главный удар планировалось нанести в центре его полосы в направлении Дебрецена силами 53-й армии генерал-лейтенанта И. М. Манагарова, 6-й гвардейской танковой армии генерал-полковника А. Г. Кравченко и конно-механизированной группы (КМГ) генерал-лейтенанта И. А. Плиева (2 кавалерийских и 1 механизированный корпуса). Две армии правого крыла — 40-я генерал-лейтенанта Ф. Ф. Жмаченко и 7-я гвардейская генерал-полковника М. С. Шумилова — получили задачу вести наступление в общем направлении на Деж. 27-я армия генерал-полковника С. Г. Трофименко, румынская 4-я армия корпусного генерала Г. Аврамеску и конно-механизированная группа генерал-лейтенанта С. И. Горшкова (1 танковый и 1 кавалерийский корпуса) должны были овладеть районом Клужа, после чего продвигаться в направлении Залэу и Сату-Маре. Задача действовавших на левом крыле 46-й армии генерал-лейтенанта И. Т. Шлемина и румынской 1-й армии корпусного генерала В. Атанасиу заключалась в том, чтобы, развивая наступление на территории Югославии, овладеть плацдармами на реке Тиссе.
Войска фронта получили задачу разгромить противника в районе Клуж, Орадя, Дебрецен и, развивая наступление на север, в направлении Ньиредьхаза, Чоп, содействовать 4-му УФ в разгроме восточно-карпатской группировки противника и овладении районом Ужгород, Мукачево.
По замыслу операции главный удар наносился в центре силами 53-й и 6-й гв. танковой армий, КМГ генерал-лейтенанта И. А. Плиева и 1-й румынской армии из района южнее Орадя и северо-западнее Арада в направлении Дебрецена.
Войска правого крыла фронта — 40-я и 7-я гвардейская армии должны были наступать в общем направлении на Сурдук; 27-й армии было приказано совместно с 4-й румынской армией овладеть районом Клужа, а КМГ генерал-лейтенанта С. И. Горшкова наступать на Сату-Маре, Карей и освободить эти города. Наступление главных сил фронта с юга обеспечивала 46-я армия, получившая задачу очистить от противника югославскую территорию к востоку от р. Тиса и захватить плацдармы на её правом берегу у гг. Сегед, Сента и Вечей.
С воздуха действия войск поддерживались авиацией 5-й воздушной армии, в оперативном подчинении которой находился 1-й румынский авиационный корпус. Накануне Дебреценской операции, еще во второй половине сентября, по указанию Ставки ВГК авиация дальнего действия нанесла удары по крупным железнодорожным узлам и другим важным объектам на территории Венгрии, в том числе по Будапешту, Дебрецену, Мишкольцу и Сату-Маре. Наступление началось 6 октября короткой, но мощной артиллерийской и авиационной подготовкой. Соединения 53-й армии и КМГ генерал-лейтенанта И. А. Плиева не только успешно прорвали оборону противника, но и продвинулись за 3 дня до 100 км на север, выйдя в район Карцага. 8 октября они форсировали Тиссу и захватили ряд плацдармов на ее правом берегу. Одновременно начали движение на север первоначально не имевшие успеха корпуса 6-й гвардейской танковой армии. Большую помощь наступавшим войскам оказала 5-я воздушная армия генерал-полковника авиации С. К. Горюнова. Несмотря на частые туманы и дожди, ее части совершили более 1300 самолето-вылетов.
К началу наступления советские войска превосходили противника: в людях — в 3, в орудиях — в 1,8, в миномётах — в 4, в танках — в 3, в САУ — в 1,3 и в самолётах — в 3 раза.

## Ход операции
Наступление началось 6 октября 1944 года короткой, но мощной артиллерийской и авиационной подготовкой. 53-я армия и КМГ генерала Плиева уже в первый день прорвали главную полосу обороны и к исходу третьего дня наступления продвинулись до 100 км на север. Действия 6-й гв. танковой армии, усиленной стрелковым корпусом, оказались менее успешными. Ей не удалось с ходу овладеть г. Орадя. Для содействия ей были привлечены главные силы КМГ ген. Плиева, которая нанесла удар на Орадя с северо-запада. В результате этого манёвра 12 октября город был захвачен. К этому же времени войска 2-го УФ разгромили противника на дебреценском и сегедском направлениях, очистили венгерское левобережье Тисы к югу от Дебрецена, освободили г. Сегед, а на правом крыле овладели г. Клуж. Продвигаясь в направлении Сату-Маре, Чоп, они содействовали наступлению войск 4-го УФ в Карпатах.
В результате успешного наступления на направлении главного удара вражеская группировка в районах Орадеа-Маре и Дебрецена была охвачена с запада, что, в свою очередь, создало угрозу окружения немецких 8-й и 6-й армий, венгерских 1-й и 2-й армий, действовавших в Карпатах и Трансильвании. В связи с этим командование противника приняло решение на их отвод с занимаемых рубежей. Важнейшим условием успешного решения этой задачи являлось прочное удержание Орадеа-Маре и подступов к Дебрецену. Именно здесь и были сосредоточены основные усилия в обороне, концентрировались прибывавшие с других участков дополнительные силы и средства. Уже 8 октября из района Карцага сильный контрудар нанесла немецкая 3-я танковая дивизия. 18 октября в сражение были введены 24-я танковая дивизия и 4-я моторизованная дивизия СС. С другой стороны, одновременно шло усиление главной ударной группировки 2-го Украинского фронта, в состав которой после совершения маневра вошли конно-механизированная группа генерал-лейтенанта С. И. Горшкова и 7-я гвардейская армия.
Несмотря на то, что в районах Орадеа-Маре и Дебрецена действовало 13 немецких и венгерских дивизий, в том числе 5 танковых, советские войска, преодолев их сопротивление, 12 октября овладели Орадеа-Маре, а 20 октября – Дебреценом. Развивая наступление, конно-механизированная группа генерал-лейтенанта И. А. Плиева 21 октября ворвалась в г. Ньиредьхаза, а передовыми частями вышла на реку Тиссу, отрезав пути отхода венгерским 1-й, 2-й и немецкой 8-й армиям. Для ликвидации угрозы их окружения вражеское командование силами трех армейских и одного танкового корпусов предприняло два контрудара, в результате которых были перерезаны коммуникации КМГ. 27 октября она оставила Ньиредьхазу и соединилась с основными силами фронта. К тому же времени дивизии 53-й и часть сил 7-й гвардейской армий вышли к Тиссе на участке от Польгара до Сольнока.
На правом крыле 40-я, 4-я румынская и 27-я армии к исходу 20 октября продвинулись на 110 – 120 км, а к еще через 5 дней пересекли румыно-венгерскую границу. Значительных успехов достигла также 46-я армия, которая, ведя наступление на левом крыле, преодолела югославско-венгерскую границу и освободила города Бая и Сомбор. Таким образом, войска 2-го Украинского фронта, преодолев ожесточенное сопротивление немецких и венгерских объединений, на правом крыле приблизились к Тиссе, на центральном участке вышли на восточный берег реки, а на левом крыле форсировали ее и захватили крупный плацдарм.
На этом Дебреценская операция завершилась. В ее ходе группировки Красной армии во взаимодействии с румынскими армиями продвинулись на 130 – 275 км, освободили северную часть Трансильвании и одну треть территории Венгрии, на которой проживало около четверти населения страны. Они нанесли серьезный урон группе армий «Юг», разгромили 10 ее дивизий, пленили свыше 42 тыс. человек, уничтожили значительное количество вооружения и военной техники, создали выгодные условия для развития наступления в направлении Будапешта. Были сорваны планы немецкого командования восстановить положение на линии Трансильванских Альп, и оно вынуждено было отвести войска на Венгерскую равнину. При этом потери фронта в людях составили: безвозвратные – 19 713 и санитарные – 64 297 человек.
Большую помощь наступавшим оказывала авиация. Развивая наступление, войска фронта 20 октября овладели Дебреценом. 22 октября КМГ ген. Плиева, в которую были переданы и соединения КМГ генерала Горшкова, овладела г. Ньиредьхаза, а передовыми частями вышла на р. Тиса, перерезав путь отхода клужско-сегедской группировки противника (1-я и 2-я венгерские и 8-я нем. армии). Чтобы избежать окружения, противник предпринял силами трёх армейских и одного танкового корпусов контрудар по флангам КМГ и перерезал её коммуникации южнее Ньиредьхазы. После тяжёлых пятидневных боёв советские войска 27 октября оставили г. Ньиредьхаза и соединились с основными силами фронта. К концу октября войска фронта правым крылом охватили противника в районе Ньиредьхазы, в центре вышли к р. Тиса и овладели плацдармом на её правом берегу, а армиями левого крыла продвинулись в междуречье Тисы и Дуная к Будапешту.
28 октября фронту была поставлена задача на подготовку Будапештской операции. В ходе 23-дневного наступления войска 2-го Украинского фронта нанесли тяжёлое поражение группе армий «Юг», продвинулись на правом крыле на 230—275 км, в центре и на левом крыле — на 130—150 км и создали выгодные условия для разгрома противника в р-не Будапешта.

## Результаты
В результате операции войска 2-го Украинского фронта нанесли поражение группе армий «Юг», продвинулись на различных участках фронта на расстояние от 130 до 275 км, захватив оперативный плацдарм на р. Тиса южнее города Сольнок.
По советским данным, с 6 октября по 6 ноября было истреблено 100000 немецко-венгерских солдат, 42160 попало в плен, 1038 танков и самоходок было уничтожено или захвачено, заявлено о 802 уничтоженных или трофейных самолётах.
Важнейшим итогом Дебреценской операции явилось освобождение от немецких оккупантов почти всего левобережья Тисы (29 % тер. и ок. 25 % нас. Венгрии) и Северной Трансильвании. Выход советских войск на Средне-Дунайскую низменность и овладение Дебреценом оказали большое влияние на политическую обстановку в Венгрии: в занятом Красной армией Дебрецене антифашисты на сравнительно демократической основе учредили Временное национальное собрание Венгрии в качестве временного парламента, образовавшего Временное национальное правительство Венгрии, которое объявило Германии войну.
Характерной особенностью Дебреценской операции было то, что в ходе её удалось организовать и успешно осуществить оперативно-стратегическое взаимодействие двух фронтов.
За боевые отличия и героизм личного состава при освобождении г. Дебрецен 24 частям и соединениям были присвоены наименования «Дебреценских», 13 — «Сегедских», 10 — «Клужских».